# Ashes (canción de Embrace)
«Ashes» es el segundo sencillo del cuarto álbum de estudio de la banda de rock inglesa Embrace, Out of Nothing. Su lanzamiento fue publicitado por una campaña de seguidores llamada GATNO (Get Ashes to Number One). La canción alcanzó el número 11 en las listas británicas. Así mismo, llegó a los diales estadounidenses el 1 de marzo de 2005.
El sencillo obtuvo la certificación de plata por la Industria Fonográfica Británica (BPI) en el Reino Unido, al superar las 200 000 ventas.
El 14 de agosto de 2014, los aficionados del Reading Football Club la eligieron como himno oficial del club.
Ashes formó parte del listado de canciones incluidas en el videojuego FIFA 06, publicado por EA Sports. Así mismo, la canción se puede escuchar en la película Kingsman: El círculo dorado (2017), donde se da a entender que Embrace es cabeza de cartel en el escenario Pyramid del Festival de Glastonbury.
La versión instrumental de la canción se utilizó en el segmento "Goal of the Month" del programa Match of the Day de la BBC para la temporada 2004-05.